# Усть-Тыгда
Усть-Тыгда — упразднённый посёлок в Шимановском районе Амурской области России. Исключен из учётных данных в 1984 году. На момент упразднения входил в состав Ураловского сельсовета.

## География
Посёлок располагался на правом берегу реки Тыгда в месте впадения её в реку Зея, на расстоянии примерно 23 километров (по прямой) к северо-западу от села Ураловка.

## История
По некоторым сведениям населённый пункт основан в 1918 году.
По данным 1926 года лесозаготовительный пункт Усть-Тыгда имел 6 хозяйств и на нем проживало 8человек (6 мужчин и 2 женщины). В национальном составе населения преобладали русские. В административном отношении входил в состав Гоголевского сельсовета Свободненского района Амурского округа Дальневосточного края.
В 1930-е гг. организован колхоз «Путь к коммунизму». В 1967 году в Усть-Тыгде проживало 454 человека. Решением Амурского облисполкома № 45 § 1 от 31.01.1968 г. Гоголевский сельсовет Шимановского района переименован в Усть-Тыгдинский сельсовет. В конце 1970-х гг. лесопункт исчерпал свои возможности, и жители села разъехались. Решением Амурского облисполкома № 476 от 22.10.1979 г. упразднен Усть-Тыгдинский сельсовет, а его территория и село Усть-Тыгда и посёлок Аяк переданы в состав Ураловского сельсовета.
Решением Амурского исполкома от 29 августа 1984 года № 380, посёлок Усть-Тыгда исключен из учётных данных как несуществующее.